# أكوا باور
أكوا باور، المعروفة سابقًا باسم (شركة أعمال المياه والطاقة الدولية) شركةٌ رائدةٌ في تزويد الطاقة وتحلية المياه تزخر بسجلٍ حافلٍ من الإنجازات في مجال الطاقة بدءاً من الطاقة الشمسية (الكهروضوئية) والطاقة الشمسية المركّزة (CSP) والطاقة الحرارية الأرضية، وطاقة الرياح، وتحويل النفايات إلى طاقة (WtE) بالإضافة إلى الفحم النظيف.

## لمحة عامة
تأسست عام 2004 في المملكة العربية السعودية، وهي مملوكة بنسبة 50% من قبل «صندوق الاستثمارات العامة». يعمل لدى الشركة نحو 3500 موظف، ما يشكل 70% من التوظيف المحلي في 13 دولة في مناطق الشرق الأوسط وشمال وجنوب أفريقيا وجنوب شرق آسيا، حيث تعمل في 13 سوقاً (13 دولة).
من مقرها في المملكة العربية السعودية، تدير شركة أكوا باور مكاتبها الإقليمية المنتشرة في دبي وإسطنبول والقاهرة والرباط وجوهانسبرغ وهانوي وبكين. وتعمل أكوا باور كمستثمر ومطوّر ومالك جزئي ومشغّل لمصانع الطاقة وتدير 32 معملاً في ثلاث قارات، بقدرة إنتاجيّة تصل إلى 22.8 جيجاوات من الطاقة وتنتج يومياً 2.5 مليون متراً مكعباً من المياه المحلاّة. كذلك تسهم أكوا باور وشركاتها التابعة بتوفير ما يزيد عن 3,000 فرصة عمل من خلال مشاريعها الموزعة في 11 دولة مختلفة من العالم.
وبحلول العام 2014، كشفت أكوا باور أنها خصصت مبلغ 7.4 مليار دولار أمريكي من المبلغ الإجمالي للمشاريع والمقدّر بقيمة 15 مليار دولار أمريكي دعماً لمناقصات ومشاريع الطاقة المتجددة الجاري تمويلها.

## التاريخ
وفي العام 2002، نجحت المملكة العربية السعودية بتغيير القوانين لتسمح للقطاع الخاص بامتلاك وتشغيل مرافق الخدمات مثل مصانع المياه والطاقة.
وكانت الهيكلية الحالية للشركة قد تأسست في العام 2008 بتدشين شركة مشاريع أكوا باور وهي عبارة عن مشروع مشترك بين شركة أكوا القابضة (ممثلةً بشركة أبونيان القابضة وشركة المهيدب)ومجموعة مدى للاستثمار الصناعي والتجاري والتي تأسست في العام 2004 بغية الاستفادة من قوانين الاستثمار الجديدة للقطاع الخاص وطرح فرص عمل جديدة في السوق السعودي.
وابتداءً من العام 2004 وحتى العام 2011، ركّزت أكوا باور كل نشاطاتها في السعودية وفازت بالعديد من العقود الخاصة بمصنعي شقيق ومرافق المدمجة للمياه والكهرباء. وأطلقت الشركة هدفها المتبع حالياً للتوسع الدولي في العام 2011 مع الاستحواذ على الشركة المركزية لتوليد الكهرباء في الأردن  وتوقيع اتفاقية تطوير مشتركة لإطلاق مشروع كيريكالي المستقل لإنتاج الكهرباء بتقنية الدورة المركبة للغاز في تركيا. ومنذ ذلك الوقت، نجحت الشركة بتوسع ضمن دول مختلفة من العالم مع الحفاظ على نشاطها الرئيسي ضمن منطقة الشرق الأوسط.
وقد فاز التحالف الذي تقوده الشركة في 2016 بصفقة تشييد مشروع نور 4 بالمملكة المغربية الذي تبلغ تكلفته 220 مليون دولار خلال انعقاد مؤتمر الأمم المتحدة المناخ الذي انعقد بمدينة مراكش المغربية. وتجدر الإشارة إلى أن المملكة المغربية تعهدت بجعل 52% من احتياجاتها من الكهرباء سيتم إنتاجها من الطاقات المتجددة (الريحية والشمسية والكهرومائية) في أفق 2030، ضمن مشروع يعد الأضخم في العالم. الذي يتكون من أربع مراحل (نور1 ، و نور2 ، و نور3 ، ونور 4) وتبلغ تكلفته الإجمالية حوالي 10 مليارات دولار.
في يوم الخميس 10-06-1443هـ الموافق 13 يناير 2022، أعلنت الشركة عن تعديل اسمها رسميا من (شركة أعمال المياه والطاقة الدولية) إلى (شركة أكوا باور). وذلك بعد الحصول على موافقة الجمعية العامة غير العادية التي عقدت يوم الأربعاء 05 يناير 2022م واستيفاء كافة الإجراءات النظامية.
في 4 يونيو 2018، أعلن كل من صندوق الاستثمارات العامة السعودي، وشركة أعمال المياه والطاقة الدولية «أكوا باور»، عن استحواذ الصندوق على حصة مهمة في شركة «أكوا باور»، ليصبح مساهماً مباشراً في شركة «أكوا باور» بنسبة 15.2٪. وفي 19 نوفمبر 2020، أعلن صندوق الاستثمارات العامة عن زيادة حصته في «أكواباور» من 33.36% إلى 50%.
وفي 10 يناير 2024، فاز تحالف بقيادة شركة أكوا باور، يضم شركة "حسن علام للمرافق" المصرية، بمشروع لإنتاج طاقة الرياح بمنطقتي خليج السويس وجبل الزيت في مصر، بسعة 1.1 غيغاواط، وباستثمارات تصل إلى 1.5 مليار دولار.

## أنشطة الشركة
تتمثل أنشطة الشركة الرئيسية في توليد الطاقة الكهربائية، وتوزيع الطاقة الكهربائية وبيعها بالجملة، وتحلية المياه، وإنشاء محطات الطاقة الكهربائية والمحولات، وإصلاح وصيانة محطات الطاقة الكهربائية والمحولات، والبيع بالجملة للمياه المحلاة.
تشارك الشركة في المشاريع التي تشمل أنشطتها: تطوير وإنشاء وتملك وتأجير محطات توليد الطاقة الكهربائي ة ومحطات تحلية المياه المالحة والبخار والأنشطة المتصلة أو المتعلقة أو المكملة لذلك. أعمال توليد وبيع الطاقة الكهربائية والمياه المحلا ة والأنشطة المتصلة أو المتعلقة أو المكملة لذلك.صيانة وتشغيل محطات الكهرباء والبخار وتحلية المياه المالحة. شراء محطات توليد الطاقة الكهربائية ومحطات تحلية المياه المالحة.شراء العقارات والمنقولات اللازمة لتنفيذ أغراض الشركة.

## الهيكل التنظيمي
يترأس السيد محمد عبد الله أبونيان مجلس إدارة أكوا باور في حين يتولى السيد بادي بادماناثان منصب رئيس ومدير الشركة التنفيذي.

## الاكتتاب العام
في 30 يونيو 2021، وافقت هيئة السوق المالية السعودية على طلب شركة أكوا باور تسجيل وطرح (81,199,299) سهماً للاكتتاب العام تمثل (%11.1) من أسهم الشركة، وسوف يتم نشر نشرة الإصدار قبل موعد بداية الاكتتاب بوقت كاف.

## مشاريع

### مشروع بوكبورت المستقل لإنتاج الكهرباء في جنوب إفريقيا
- تم تدشين معمل بوكبورت الطاقة الشمسية المركّزة (CSP) في شهر مارس من العام 2016 بعد أن بدأت العمليات في ديسمبر 2015.[23][24][25][26]

### مشروع نور 1، 2، 3 ورزازت، المغرب
- في العام 2012، فاز التحالف الذي تقوده أكوا باور بعقد قيمته 634 مليون يورو لتشييد مصنع الطاقة الشمسية «نور 1» بالقرب من مدينة ورزازت في المغرب.[27][28]

- في أكتوبر 2013، تم اختيار التحالف الذي تقوده الشركة الإسبانية أبينجوا، إينجي إينرجي إنترناشيونال (المعروفة سابقاً باسم إنترناشيونال باور) وشركة أكوا باور لتنفيذ مناقصة تشييد «نور 2» لإنتاج 200 ميجاوات من الطاقة. وكانت هذه المجموعات الثلاث قد تأهلت مسبقاً للمشاركة في مناقصة مشروع «نور 3» لإنتاج 100 ميجاوات من الطاقة.[29][30]

- في العام 2015، فازت شركة أكوا باور بعقدٍ قيمته 1.7 مليار يورو لإنتاج مصنعين آخرين للطاقة الشمسية، «نور 2» و«نور 3» في المغرب.[31][32]

- تم تدشين «نور 1» في فبراير 2016 ومن المنتظر أن يولد 160 ميجاوات من الكهرباء. أما المرحلتان التاليتان قيد التنفيذ حالياً فمن المتوقع أن تولّدا طاقة إضافية بمقدار 580 ميجاوات.[33][34][35][36]

الفوز بصفقة تشييد مشروع نور4 في 2016 الذي تبلغ تكلفته 220مليون دولار.

### مشروع نام دينه، فيتنام
في يونيو 2014، وقع التحالف الذي يضم أكوا باور والشركة الكورية «تايكوانج باور» القابضة المحدودة اتفاقية تطوير مشروع الإنتاج المستقل نام دينه 1 في فيتنام.
- في يناير 2016، أبرم التحالف اتفاقية استثمار بقيمة 2.2 مليار دولار مع فيتنام لتطوير مشروع الطاقة الحرارية نام دينه 1. ومن خلال الاعتماد على المحترق، من المنتظر أن تولد محطة الطاقة هذه بقيمة ملياري دولار 1,200 ميجاوات من الطاقة عند إنجازها.[39][40]

### مشروع حصيان، الإمارات العربية المتحدة
- في أكتوبر 2015، تم اختيار التحالف الذي يضم إلى جانب أكوا باور شركة هربين الكهربائية في الصين لبناء وتشغيل مصنع الطاقة بقيمة 1.8 مليار دولار.[41][42][43]

### مجمع الشيخ محمد بن راشد آل مكتوم للطاقة الشمسية في دبي
- في يناير 2015، تم اختيار التحالف المؤلف من أكوا باور والشركة الإسبانية تي إس كيه من قبل هيئة كهرباء ومياه دبي بصفة مقدم العرض الأفضل لبناء المرحلة الثانية بقيمة 327 مليون دولار من مشروع مجمع الشيخ محمد بن راشد آل مكتوم للطاقة الشمسية في الإمارات.[44][45][46][47]

- في مارس 2015، نجحت شركة أكوا باور بتوفير قرض تمويلي بقيمة 344 مليون دولار للمشروع.[48][49]
- أبرمت هيئة كهرباء ومياه دبي اتفاقية شراء للكهرباء واتفاقية ملكية أسهم مع شركة أكوا باور في شهر مارس من العام 2015 لإنتاج 200 ميجاوات أكثر.[50]
- قدمت أكوا باور عرضها لتشييد المشروع بأجر 5.98 دولار لكل سم/كيلووات ساعي وهو العرض الأرخص في العالم بأسره.[4][51]

### مشروع ريدستون للطاقة الشمسية الحرارية في جنوب إفريقيا
- في شهر يناير 2015، تم إرساء مشروع تطوير ريدستون بقيمة 1.2 مليار دولار في مقاطعة كيب الشمالية في جنوب أفريقيا على التحالف الذي تقوده أكوا باور وقسم الحفاظ على الطاقة الشمسية في الولايات المتحدة الأمريكية.[4][52] ومن خلال الاعتماد على تقنية البرج المركزي مع 12 ساعة تخزين الطاقة بالحمل الكامل، من المتوقع أن ينجح مشروع توليد الطاقة الشمسية المركّزة بقدرة 100 ميجاوات من توفير مصدر ثابت للتيار الكهربائي إلى أكثر من 200,000 منزل في جنوب أفريقيا.[53]

### مشروع الهيدروجين الأخضر في مصر
- في ديسمبر 2023 وقعت شركة "أكوا باور" السعودية مع جمهورية مصر العربية اتفاقية لتطوير مشروع الهيدروجين الأخضر حيث بلغ حجم الاستثمار (أربعة مليار دولار) وذلك في المنطقة الاقتصادية لقناة السويس، حيث سيتم إنتاج 600 ألف طن من الأمونيا الخضراء، لتصل مع التطوير والتوسعات إلى مليوني طن سنوياً ، يُضاف المشروع الجديد إلى استثمار مماثل لـ"أكوا باور" لتطوير وإنشاء وتشغيل مشروع محطة رياح السويس للطاقة بقدرة 1.1 غيغاواط، والذي سيشهد انطلاق الأعمال الإنشائية خلال الفترة المقبلة، حسبما كشف ماركو أرشيلي، الرئيس التنفيذي للشركة.  وأضاف أرشيلي إلى أن المشروعين سيوفران نحو 10 آلاف فرصة عمل، وأن المشروع الجديد سيكون واحداً من مشاريع الهيدروجين الأخضر الأسرع تنفيذاً.[54]

### أكوا باور تنجز المرحلة الأولى من مشروع الهيدروجين الأخضر في مصر[55]
أعلنت شركة "أكوا باور" مصر عن إنجاز المرحلة الأولى من مشروع الهيدروجين الأخضر في المنطقة الاقتصادية لقناة السويس بحلول الربع الرابع من 2028.
في المرحلة الأولى من مشروع الهيدروجين الأخضر، أنجزت شركة "أكوا باور" تطوير البنية التحتية اللازمة لإنتاج 600 ألف طن من الأمونيا الخضراء سنويًا. كما تم تحديد مصادر الطاقة المتجددة من محطات تغذية شرق النيل في محافظة المنيا لاستخدامها في عملية الإنتاج.

### مشروع لإنتاج طاقة الرياح في مصر
في 10 يناير 2024 فاز تحالف بقيادة شركة أكوا باور السعودية، يضم شركة "حسن علام للمرافق" المصرية، بمشروع لإنتاج طاقة الرياح بمنطقتي خليج السويس وجبل الزيت في مصر، بسعة 1.1 غيغاواط، وباستثمارات تصل إلى 1.5 مليار دولار، بحسب بيان صدر عن مجلس الوزراء المصري. المشروع يُعد الأكبر من نوعه لإنتاج طاقة الرياح في الشرق الأوسط، ومن أكبر مشروعات طاقة الرياح البرية في العالم، بحسب محمد شاكر وزير الكهرباء والطاقة المتجددة المصري، خلال حضوره توقيع اتفاقية حق الانتفاع للمشروع بين السلطات المصرية والتحالف الفائز.

### مشروع حصيان لتحلية المياه في دبي
في 29 فبراير 2024 صرحت شركة أكوا باور عن توقيع اتفاقيات تمويل بقيمة 2.8 مليار ريال مع مجموعة من المقرضين المحليين والعالميين لتمويل مشروع حصيان لتحلية المياه في دبي بدولة الإمارات العربية المتحدة، حيث تبلغ التكلفة الاستثمارية للمشروع نحو 3.4 مليار ريال.

### مشروع محطة الحمرية لتحلية المياه في الشارقة
وقّعت هيئة كهرباء ومياه وغاز الشارقة، مع أكوا باور اتفاقية تعاون لإنشاء أول محطة مستقلّة لتحلية المياه في إمارة الشارقة، بقيمة تبلغ 2.56 مليار ريال (حوالي 680 مليون دولار)ومن المتوقع أن تُنتِج المحطة نحو 272 ألف متر مكعّب من المياه المحلاة يومياً بحلول الربع الثاني من عام 2027. وعند بدء مرحلة التشغيل لكامل قدرة المحطة الإنتاجية في الربع الثالث من عام 2028؛ ستصل المحطة لكامل قدرتها الإنتاجية التي تبلغ نحو 410 آلاف متر مكعّب من المياه المحلاة يومياً، بما يسهم في تزويد 1.4 مليون نسمة بالمياه الصالحة للشرب. 

## جوائز
حصدت أكوا باور الجوائز التالية خلال العام 2014:
- جائزة ميد للجودة: أنجوس هيندلي للمشروع المتميز[60][61]